# 548
548(오백사십팔)은 547보다 크고 549보다 작은 자연수다.

## 수학
- 합성수로, 그 약수는 1, 2, 4, 137, 274, 548이다. 진약수의 합은 418이므로, 548은 부족수다.

## 과학
- NGC 548(영어판): 고래자리 방향에 있는 타원은하.

## 교통

### 철도
- 수도권 전철 5호선 강동역의 역번호.

### 도로
- 548번 홋카이도도(일본어판): 홋카이도 도마마에군 하보로정 내를 관통하는 일본의 도도.
- 548번 효고현도(일본어판)

## 문화재
- 대한민국의 보물 제548호: 이황 필적
- 대한민국의 사적 제548호: 경주 분황사지

## 작품
- 《548일 남장 체험》: 미국의 저널리스트 노라 빈센트의 책.

## 방송
- KT HCN의 C채널 채널 번호.

## 기타
- 연도: 548년, 기원전 548년